# Grouse Lodge
Grouse Lodge est un studio d'enregistrement situé près de Moate, dans le comté de Westmeath en Irlande. Il a été créé en 2002 par Paddy Dunning, qui a fait entièrement restaurer une résidence datant de 1724 et laissée à l'abandon. Il comporte deux studios ainsi que des quartiers résidentiels et des structures de services (piscine, sauna…) pour les artistes. Michael Jackson, R.E.M., Muse, Snow Patrol et les Manic Street Preachers y ont notamment séjourné pour enregistrer.
Parmi les albums enregistrés intégralement ou en partie à Grouse Lodge, on peut citer : Absolution de Muse (2003), Here Today – Gone Tomorrow de Hitomi Yaida (2005), Face to Face de Westlife (2005), Eyes Open (2006) de Snow Patrol, Motion in the Ocean de McFly (2006), A Weekend in the City de Bloc Party (2007), Send Away the Tigers des Manic Street Preachers (2007), An End Has a Start d'Editors (2007), A Hundred Million Suns de Snow Patrol (2008) et Accelerate de R.E.M. (2008).